# Hoherodskopf
Der Hoherodskopf ist mit 763,8 m ü. NHN der zweithöchste Gipfel im Mittelgebirge Vogelsberg. Er liegt in der Gemarkung des Schottener Stadtteils Breungeshain im hessischen Vogelsbergkreis.
Auf dem Berg, der gute Fernsichtmöglichkeiten bietet, befinden sich Parkplätze, Gaststätten, Übernachtungsmöglichkeiten, Skipisten mit Liften, Loipen, Sommerrodelbahn, Kletterwald, Baumkronenpfad, Minigolf-Anlage, Informationszentrum, Segelfluggelände und der Fernmeldeturm Hoherodskopf.

## Geographie

### Lage

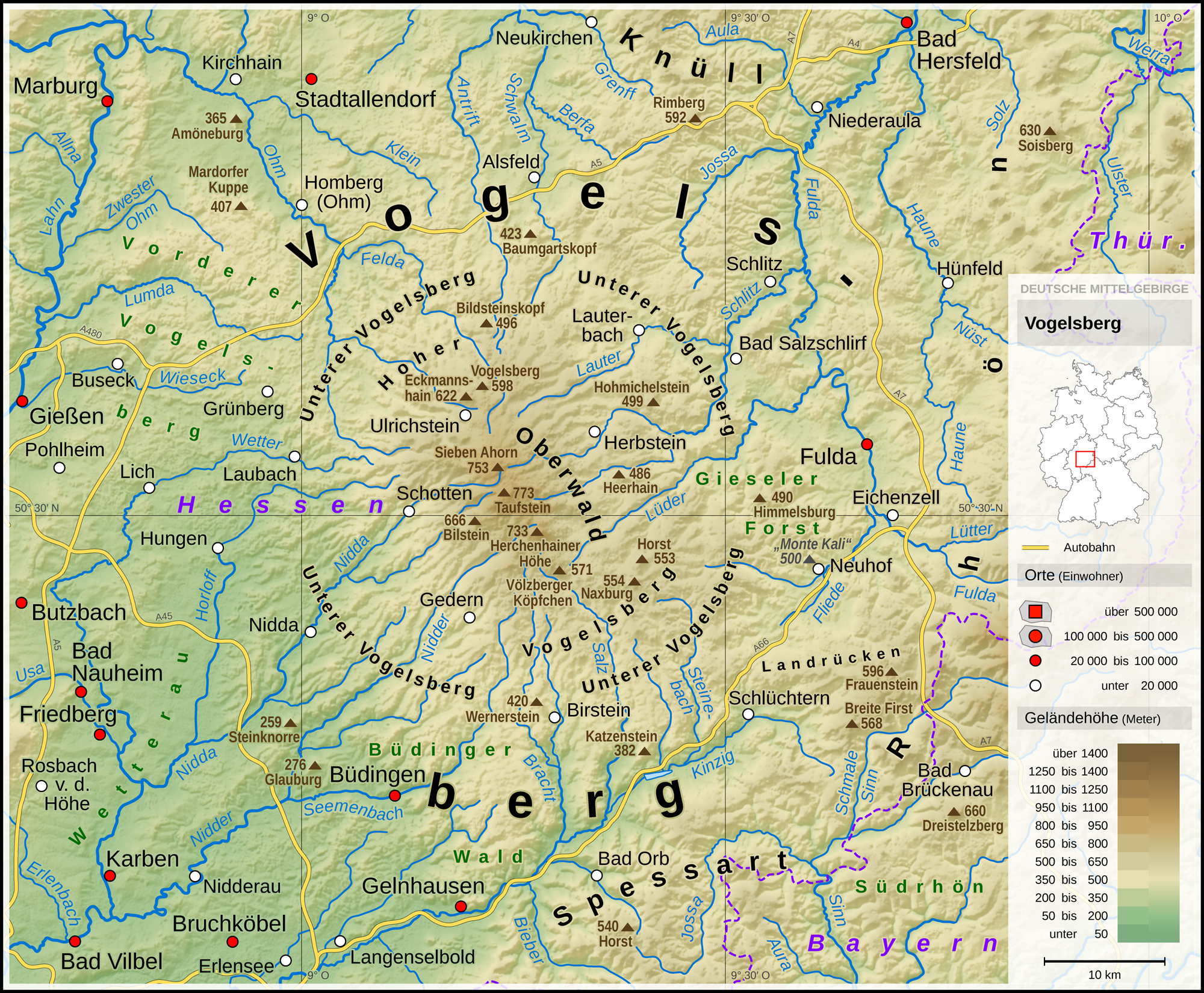
Lage des Vogelsberges

Der Hoherodskopf erhebt sich im Hohen Vogelsberg und im Naturpark Vulkanregion Vogelsberg. Sein Gipfel liegt 1,6 km ostnordöstlich des Schottener Stadtteils Breungeshain, 6,5 km westsüdwestlich von Ilbeshausen-Hochwaldhausen und 1,7 km nordnordöstlich der Breungeshainer Waldsiedlung.
Nachbarberge sind: Sieben Ahorn (753 m; 2,7 km nördlich), Taufstein (773 m; 1 km nordöstlich; höchste Erhebung des Vogelsbergs), Rehberg (669,8 m; 2,4 km südöstlich), Bilstein (665,5 m; 2,4 km südwestlich) und Gackerstein (663,5 m; 1,7 km westnordwestlich), sowie ca. 1,5 km nördlich der Geiselstein (Vogelsberg) mit 720,4 m.
Nördlich des Hoherodskopfs und westlich des Taufsteins liegt die Quelle des Eichelbachs, der in die etwas weiter nördlich davon am Berg Sieben Ahorn entspringende Nidda mündet. Südöstlich des Hoherodskopfs und südlich des Taufsteins befindet sich der Klosborn, dessen kurzer Bach die etwas östlich davon entspringende Nidder speist.

### Naturräumliche Zuordnung
Der Hoherodskopf gehört in der naturräumlichen Haupteinheitengruppe Osthessisches Bergland (Nr. 35) und in der Haupteinheit Hoher Vogelsberg (351) zur Untereinheit Oberwald (351.2). Die Landschaft leitet nach Westen in die Untereinheit Westlicher Hoher Vogelsberg (351.0) über.

## Geologie
Der Hoherodskopf wird überwiegend aufgebaut aus Basanit, einem basischen, an Kieselsäure armen Vulkangestein, früher meist als Alkalibasalt oder basischer Basalt bezeichnet. Basanit gehört zu den Basaltgesteinen im weiteren Sinne und ist rein optisch nicht von echten Basalten unterscheidbar, er wird deshalb, etwa bei der Ansprache im Gelände, auch heute noch Basalt genannt. Wie typisch für den Vogelsberg handelt es sich um einen durch Erosion freigelegten Abschnitt mehrerer übereinander liegender Decken, deren jeweiliger Förderschlot nicht mehr rekonstruiert werden kann. Der Hoherodskopf selbst ist also kein Vulkan, oder der Überrest (Ruine) eines solchen, sondern ein Ausschnitt aus diesen übereinander liegenden Decken, die zusammen hier mehrere Hundert Meter mächtig sind. Die Basanitdecken werden durchschlagen von vier kleinen Förderschloten eines etwas jüngeren Vulkanismus. Diese etwa kreisförmigen Vorkommen bestehen aus Nephelin führendem, kompaktem Basanit mit Einsprenglingen von Olivin und Klinopyroxen, sie sind also nur schwer vom umgebenden Gestein unterscheidbar. Die ehemals wohl dazugehören Vulkanbauten sind abgetragen und nicht mehr vorhanden. Auf einem dieser Nephelin-Basanitvorkommen wurden die Sendetürme errichtet.

## Schutzgebiete
Auf dem Hoherodskopf liegen Teile des Vogelschutzgebiets Vogelsberg (VSG-Nr. 5421-401; 636,4497 km² groß). Auf dem zum Gackerstein überleitenden Nordwesthang des Hoherodskopfs reichen Teile des Naturschutzgebiets (NSG) Die Oberweide bei Breungeshain (CDDA-Nr. 344580; 2005 ausgewiesen; 10,7 ha), das am quellnahen Oberlauf des Eichelbachs liegt. Bis auf die Gipfelregion des Berges reichen Teile des vielteiligen Fauna-Flora-Habitat-Gebiets Hoher Vogelsberg (FFH-Nr. 5421-302; 38,6136 km²).

## Verkehrsanbindung und Wandern
Auf den nördlich des Hoherodskopfs und westlich des Taufsteins liegenden Hochlagen treffen die Landesstraßen 3291 (von Feldkrücken), 3338 (von Breungeshain) und von Hochwaldhausen aufeinander. Von Letzterer zweigt östlich des Berges eine kurze Stichstraße ab, die zu seiner Gipfelregion mit dortigen Parkplätzen führt. Der Hoherodskopf ist Sternpunkt von Freizeitbuslinien der Verkehrsgesellschaft Oberhessen. Deren Busse fahren den Hohen Vogelsberg von wichtigen Bahnhöfen aus an; Radtransport ist möglich.
Über den Hoherodskopf führen mehrere Wanderwege, darunter der über seinen Südhang verlaufende Europäische Fernwanderweg E3 sowie der Hessenweg 2 und Hessenweg 5, die sich alle auf dem Berg kreuzen.
Der Hoherodskopfsteig, ein Radwanderweg, stellt die Verbindung zum Vogelsberger Südbahnradweg dar.

## Tourismus

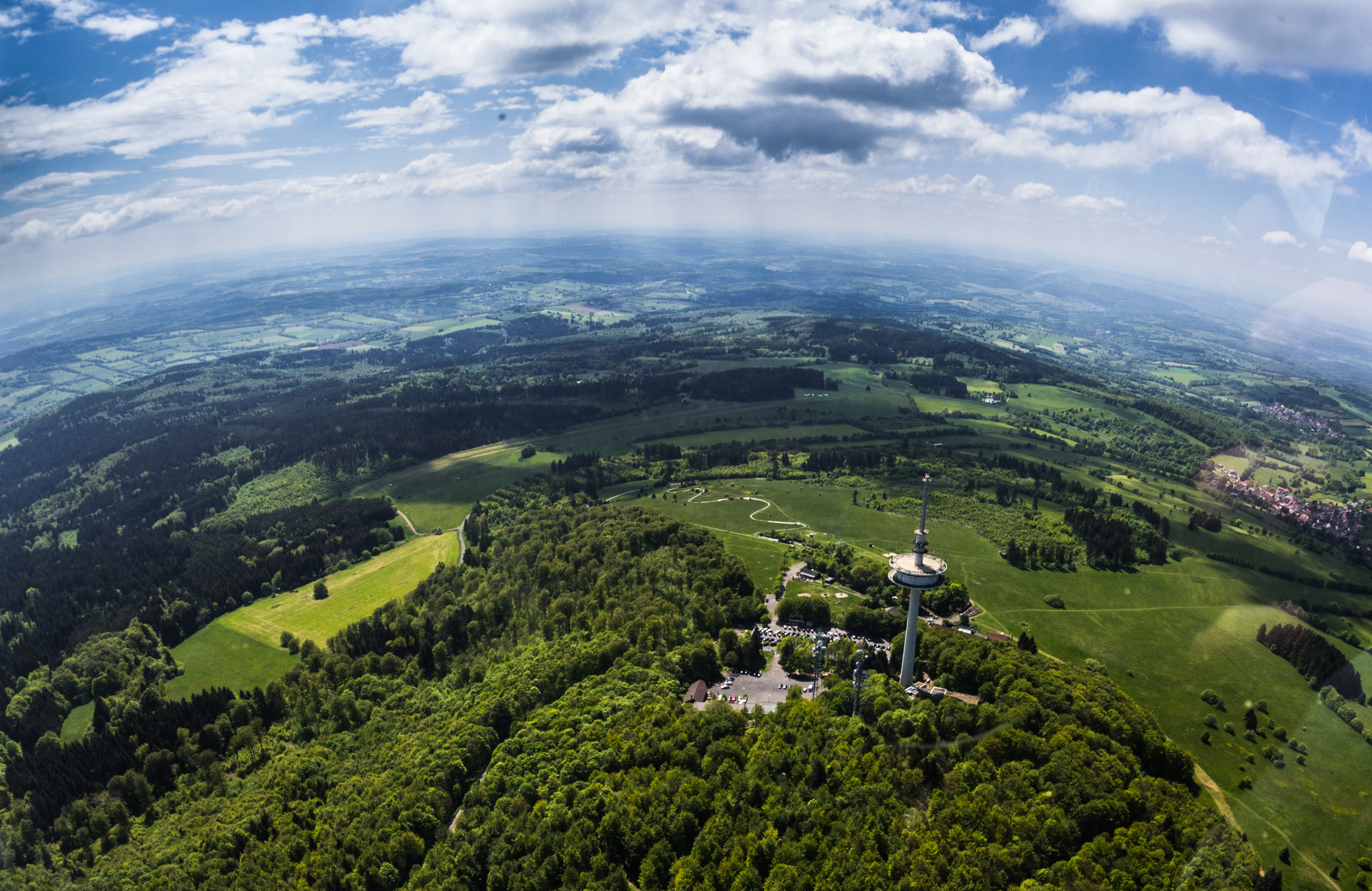
Überblick mit Ausblick auf die Umgebung

Vom Gipfel des Hoherodskopfs bietet sich Fernsicht bis in das Rhein-Main-Gebiet und zum Taunus. Auf dem Westhang verläuft Hessens längster Skilift mit 1,2 km Länge, ein weiterer auf dem Südhang. Mehrere Loipen werden gespurt, auf der Ostseite befindet sich sogar eine mit Flutlicht (für Diagonal- und Skating-Technik). Wintersportausrüstung kann vor Ort ausgeliehen werden, und zumindest am Wochenende ist meist die Bergwacht präsent. In den anderen Jahreszeiten sind nutzbar: eine Sommerrodelbahn neben dem Skilift am Südhang, ein Kletterwald, ein „Galileo“-Erlebnissinneswald, der Baumkronenpfad Hoherodskopf sowie ein Adventure Minigolf Parcours. Ein Mountainbike-Schulungszentrum bietet Kurse an. Westlich des Gipfels thront der Fernmeldeturm Hoherodskopf. An der Ostseite des Parkplatzes liegt das Informationszentrum Hoherodskopf mit Seminarräumen, einer Dauerausstellung zum Vulkan Vogelsberg sowie einer Außenstelle der Tourist-Information Schotten. Das gastronomische Angebot auf der Gipfelregion besteht aus mehreren Gaststätten sowie einem Café. Auch Übernachtungsmöglichkeiten (u. a. die Jugendherberge Hoherodskopf und das Vater-Bender-Heim des Vogelsberger Höhen-Clubs) sind vorhanden. 1.100 m südsüdwestlich des Gipfels befindet sich das Segelfluggelände Hoherodskopf des Flugsportclubs Rüsselsheim e. V. Für Kinder wurde ein großer Spielplatz angelegt.

## Veranstaltungs- & Sportangebote
Der Hoherodskopf ist Austragungsort zahlreicher jährlich wiederkehrender Veranstaltungen, wie unter anderem dem Vulkanfest am 1. Mai, dem Sturm auf den Vulkan, einem Berglauf-Event am 30. April sowie Rad-Bergzeitfahren im Radfahren von Rudingshain aus und dem Hoherodskopf-Gau-Bergturnfest am 1. Sonntag im September. 
1953 wurde unterhalb des Funkturms eine 40 Meter-Sprungschanze erbaut, die Kurt-Moosdorf-Sprungschanze. Zusätzlich gab es noch eine kleine Schanze für Sprünge um die 15 Meter und eine Naturschanze für Sprünge bis 10 Meter. Soldaten der US-Armee halfen bei der Anlage des Auslaufs. Der Schanzenrekord betrug 37 Meter. Jedes Jahr wurden dort die Bezirksmeisterschaften sowie Einzel- und Mannschafts-Pokalspringen ausgetragen. Bis zu 2000 Zuschauer wurden gezählt. Die Schanze wurde in den 1970er Jahren demontiert.

## Flugzeugkollision
Am 7. Juli 2001 rammte eine Piper PA-28 den Sendemast zwischen den beiden Plattformen. Dabei kamen die beiden Insassen ums Leben, es entstand erheblicher Sachschaden.